# Génissac

Génissac este o comună în departamentul Gironde din sud-vestul Franței. În 2009 avea o populație de 1.709 de locuitori.

## Evoluția populației
| An        | 1975  | 1982  | 1990  | 1999  | 2006  | 2009  |
| --------- | ----- | ----- | ----- | ----- | ----- | ----- |
| Populație | 1.110 | 1.127 | 1.153 | 1.320 | 1.507 | 1.709 |